# Neanderthal 1

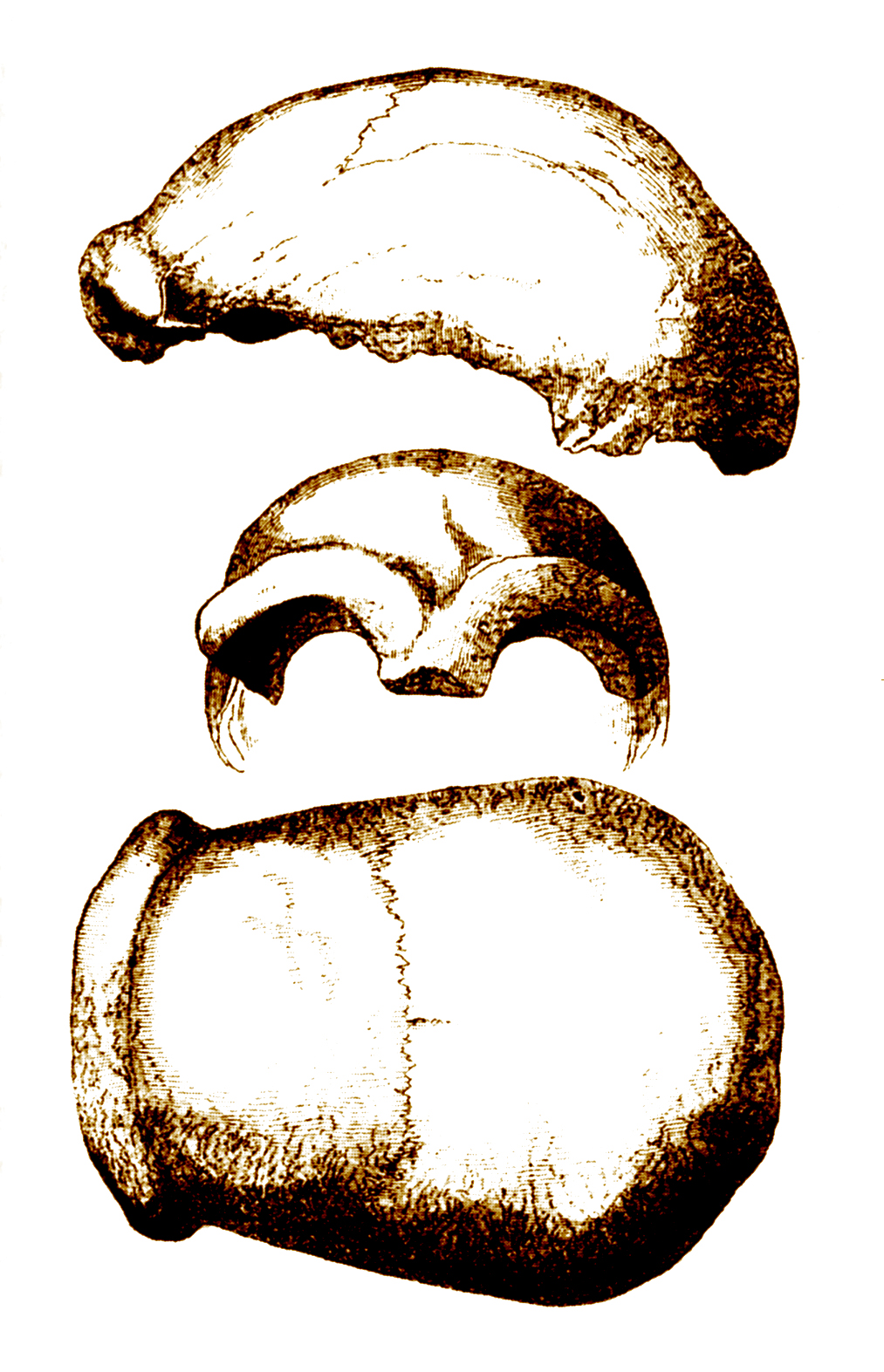
Neanderthal 1

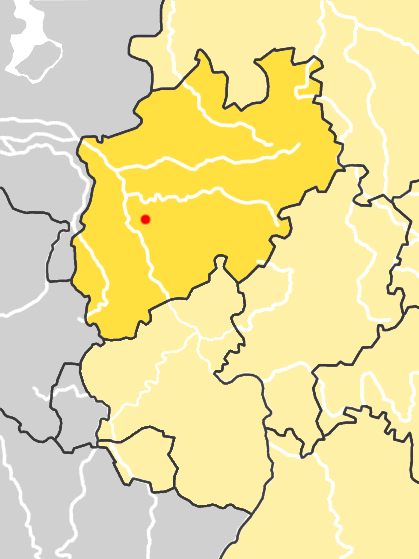
Neandertals plats i dagens Tyskland

Feldhofer 1 eller Neanderthal 1 är de neandertalsfossiler som hittades i Kleine Feldhofer Grotte i Neandertal i augusti 1856. Det antas vara cirka 40 000 år gammalt.
Fyndet gjordes av gruvarbetare, och tillkännagavs 1857.

### Fotnoter
1. ↑  Robin McKie (14 februari 1999). ”Neanderthal Man makes a comeback” (på engelska). Guardian. http://www.theguardian.com/uk/1999/feb/14/robinmckie.theobserver. Läst 8 september 2015.
2. ↑  ”Homo neanderthalensis” (på engelska). Archaeologyinfo. Arkiverad från originalet den 8 september 2015. https://web.archive.org/web/20150908094004/http://archaeologyinfo.com/homo-neanderthalensis/. Läst 8 september 2015.